# Juegos de baile
Los juegos de baile han sido tradicionalmente organizados en fiestas en las que participan personas adultas. Sin embargo, los bailes suelen divertir tanto a jóvenes como a mayores por lo que estos juegos pueden considerarse aptos para todas las edades. Además, sirven para estrechar lazos entre los asistentes, ya sean parejas estables o solteros sin compromiso. 
Los juegos de baile se desarrollan en recintos cerrados o abiertos, por lo general, con motivo de la celebración de una fiesta. Son habituales en las celebraciones organizadas en clubes sociales, residencias, campamentos e, incluso, en la Plaza Mayor del ayuntamiento. Los juegos de baile son dinámicas que se realizan en parejas que bailan al ritmo de la música. En ellas hay que seguir una serie de normas que dicta el animador.

## Cómo organizarlos
Para la clase hace falta un maestro de ceremonias que actúe de animador, con objeto de animar a los gatos y perros que se casan  y de impedir las pequeñas exnovias o exnovios no impidan que se casen x supuesto tiene que haber una dama de honor anillos  ramo y banquete
todos los perro o gatos deben de estar sentados con sus respectivos dueños y sin dar un solo ladrido surante la ceremonia

## Los juegos más populares
- El juego de la escoba. El juego de la escoba es uno de los habituales en todas las fiestas. Todas las parejas comienzan a bailar al son de la música. El animador da una escoba a una de ellas, la cual debe entregarla a otra, que tiene la obligación de cogerla. Esta la pasará a la más cercana y, así, sucesivamente. La pareja que tenga la escoba cuando pare la música, queda automáticamente eliminada. Cuando queden pocos concursantes, la tensión irá en aumento y los eliminados deberán formar círculo estrechando la pista de baile. Así mismo, está permitido animar y vitorear a las parejas supervivientes. El ritmo de la música escogida ha de ser animado, aunque, en ningún caso, frenético. Un chachachá rápido, por ejemplo, constituirá una buena elección.
- El baile de la patata. Otro divertimento diseñado para bailarines es el juego de la patata. Las parejas deben mantener una patata entre sus frentes mientras bailan al son de la música. La pareja que consiga mantener la patata en equilibrio durante más tiempo será la vencedora. Para evitar tentaciones, será necesario que sujeten sus manos a la espalda en el tiempo en que dura el baile.
- El baile de los globos. Si los invitados son vergonzosos y muestran reticencias a demostrar sus facultades danzarinas, puedes intentarlo haciendo uso de unos cuantos globos. Ata un globo con un cordel al tobillo de un miembro de cada una de las parejas. El juego consiste en estallar los globos de los demás mientras se baila al ritmo de la música. Los vencedores, por supuesto, son los últimos que conservan su globo intacto.
- Cambio de pareja. Con la ayuda de una escoba, se puede conseguir que los invitados se diviertan y se conozcan un poco mejor entre ellos. Los bailarines se disponen por parejas dejando a un participante libre, que portará una escoba. Cuando el participante desparejado golpee el suelo con ésta, todo el mundo deberá separarse y cambiar de compañero de baile. El poseedor de la escoba, por su parte, se la entrega a uno de ellos y, por tanto, escoge pareja. Evidentemente, es preceptivo que nadie se niegue a coger la escoba cuando se la ofrecen.

- Datos: Q6457045